# Michael A. R. Meier
Michael A. R. Meier (* 1975 in Ingolstadt) ist ein deutscher Chemiker. Er ist Professor für angewandte Chemie am Karlsruher Institut für Technologie.
Er forscht zu nachhaltiger Chemie, insbesondere im Hinblick auf Polymere. In diesem Rahmen leitet er seit 2019 auch eine Arbeitsgruppe, die sich thematisch an den Prinzipien der Grünen Chemie orientiert.
Meier wird besonders häufig zitiert, sein h-Index beträgt 56 (Stand: Juni 2022). Seine Forschung wurde mit verschiedenen Preisen ausgezeichnet, unter anderem 2009 mit dem H. P. Kaufmann-Preis und 2012 mit dem Outstanding Young Scientist Award der BioEnvironmental Polymer Society.
Er ist Mitglied der American Chemical Society und der Gesellschaft Deutscher Chemiker.

## Publikationen
- Michael A. R. Meier, Jürgen O. Metzger, Ulrich S. Schubert: Plant oil renewable resources as green alternatives in polymer science. In: Chemical Society Reviews. Band 36, Nr. 11, 2007, S. 1788, doi:10.1039/b703294c.
- Ursula Biermann, Uwe Bornscheuer, Michael A. R. Meier, Jürgen O. Metzger, Hans J. Schäfer: Oils and Fats as Renewable Raw Materials in Chemistry. In: Angewandte Chemie International Edition. Band 50, Nr. 17, 2011, S. 3854–3871, doi:10.1002/anie.201002767.
- Hatice Mutlu, Michael A. R. Meier: Castor oil as a renewable resource for the chemical industry. In: European Journal of Lipid Science and Technology. Band 112, Nr. 1, 2010, S. 10–30, doi:10.1002/ejlt.200900138.